# Безславне повернення Йозефа Катуса в країну Рембрандта
Безславне повернення Йозефа Катуса в країну Рембрандта (нід. De Minder gelukkige terugkeer van Joszef Katus naar het land van Rembrandt) — фільм Віма Верстаппена, знятий 1966 року спільно з Пімом де ла Паррою за кілька тижнів з мінімальним бюджетом, який розповідає про «ревучі шістдесяті».

## Сюжет
Хлопець, який щойно повернувся з Парижа, потрапляє в одну з багатьох демонстрацій, що тривають у країні. Він намагається зрозуміти проти чого йде боротьба.

## У ролях
| Актор          | Роль        |
| -------------- | ----------- |
| Рудольф Люсьєр | Йозеф Катус |
| Барбара Метр   |             |

## Нагороди
Фільм відзначено на фестивалі Мангайм — Гайдельберг і показано на кінофестивалі в Каннах.